# 阿爾夫山
77°55′S 86°07′W / 77.917°S 86.117°W

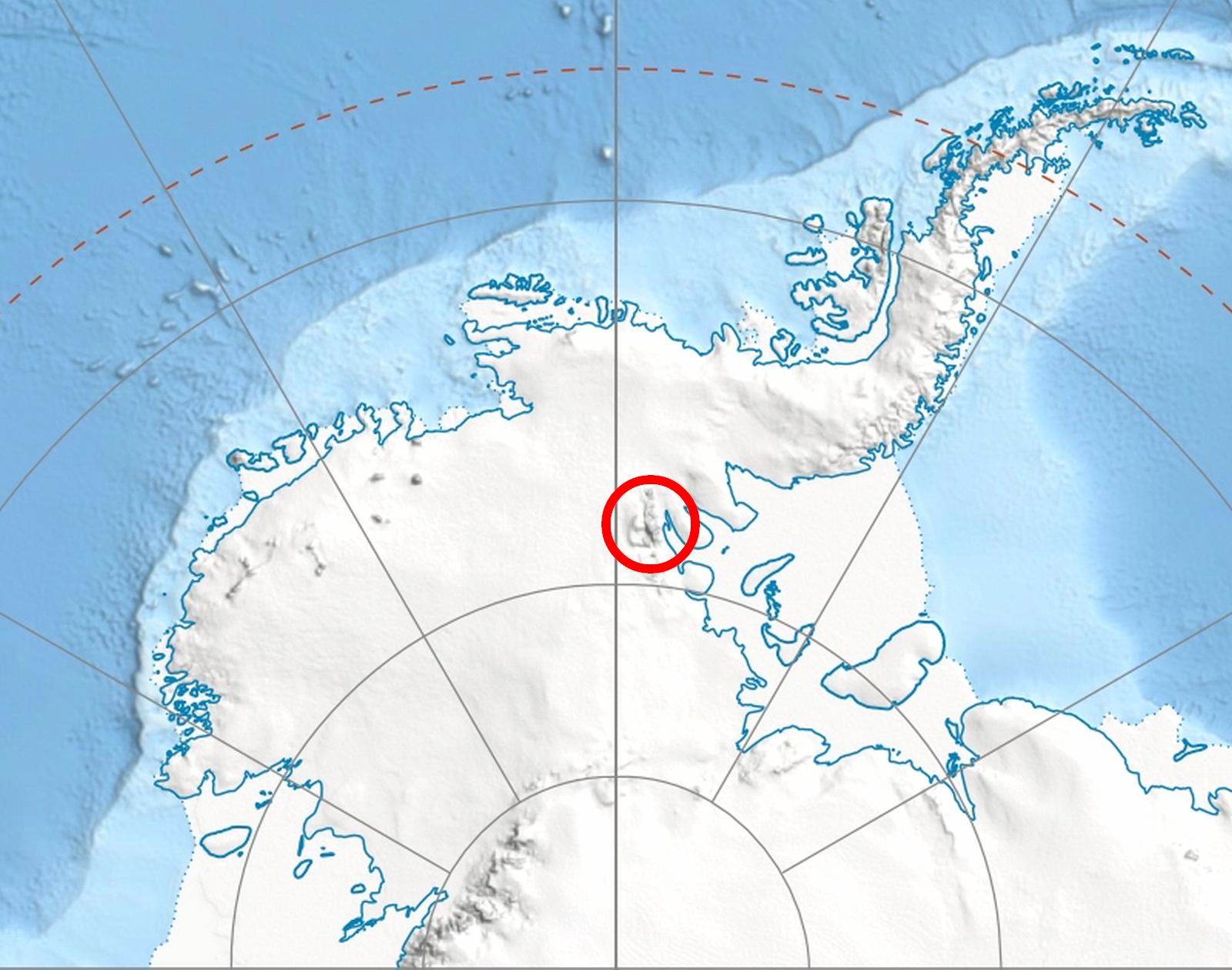

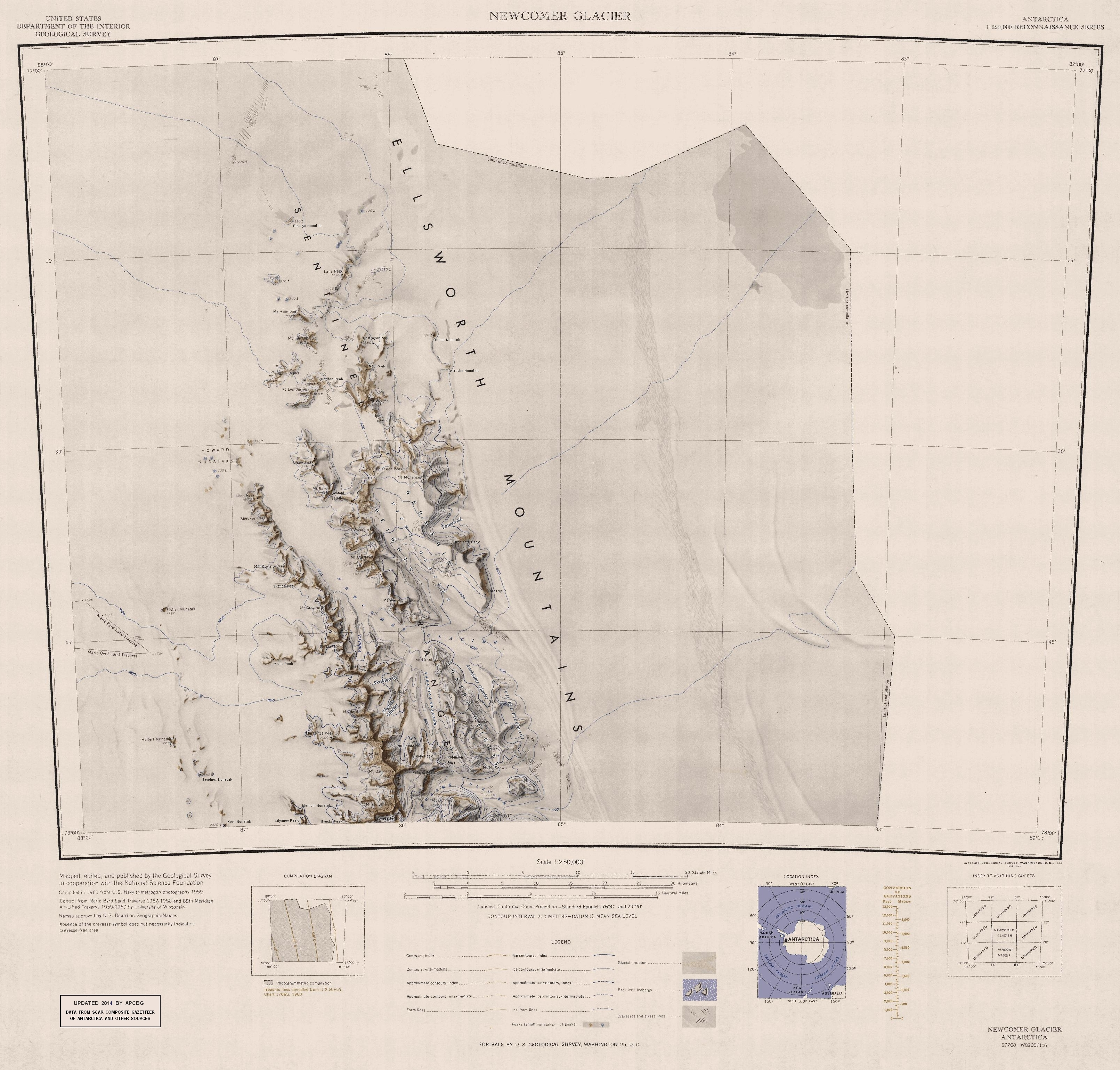

阿爾夫山（英語：Mount Alf），是南極洲的山峰，位於埃爾斯沃思地，處於夏普山和達爾林普爾山之間，屬於埃爾斯沃思山脈中森蒂納爾嶺的一部分，海拔高度超過3,200米，現時由南極條約體系管理。